# (72695) 2001 FN73
(72695) 2001 FN73 – planetoida z pasa głównego asteroid okrążająca Słońce w ciągu 5,36 lat w średniej odległości 3,06 j.a. Odkryta 19 marca 2001 roku.